# Malvesc
|  | Per a altres significats, vegeu «Plumbago auriculata». |

El malvesc (Plumbago europaea) és una planta de la família de les plumbaginàcies (Plumbaginaceae) pròpia d'Europa meridional, present a Catalunya. Aquesta espècie també es pot anomenar en català dentelària, faverola, herba cremadora, plumbagina, verdolina, verdoliva, belessa, malbec i malvisc.
Planta perenne, arbustiva, de color verd fosc, de 30-120 cm d'altura. Tija angulosa, per la base estesa i llenyosa, per la part superior, erecta i molt ramificada. Branques laterals erectes. Fulles alternes, de 5-9 cm de llarg, les inferiors amb el pecíol alat, més o menys ovalades, de 3-4,5 cm d'ample, les mitjanes sèssils, auriculades, abraçadores, més o menys lanceolades, de 1,5-4 cm d'ample, ondulades, amb dents glandulosos, rarament amb el pecíol glandulós. Inflorescències en espiga, amb moltes flors. Calze tubular, amb 5 dents, amb el peduncle clarament glandulós. Corol·la tubular, amb rivet de 5 lòbuls, d'1 cm d'ample aproximadament. Amb 5 estams lliures.